# 제이미 셰리던
제이미 셰리든(Jamey Sheridan, 1951년 7월 12일 ~ )은 미국의 배우이다.

## 출연 작품
- 리지 (2018)
- 스포트라이트 (2015)
- 메아 막시마 쿨파: 사일런스 인 더 하우스 오브 갓 (2012)
- 게임 체인지 (2011)
- 핸섬 해리 (2009)
- Reunion (2009)
- 더 트루스: 무언의 제보자 (2008)
- 시리아나 (2005)
- 데저트 세인츠 (2002)
- 디 아마티 걸스 (2000)
- 미아 (2000)
- 크레이들 윌 락 (1999)
- 번개의 메아리 (1998)
- 와일드 어드벤처 (1997)
- 아이스 스톰 (1997)
- 마이 브레스트 (1994)
- 셔우드 트래벌스 (1994)
- 미래의 묵시록 (1994)
- 유태교 살인 사건 (1992)
- 어둠 속의 정사 (1992)
- 플레이볼 (1991)
- 사랑의 크리스마스 (1991)
- 스탠리와 아이리스 (1990)
- 부활자 (1989)
- 전쟁과 절망 (1988)
- 맨하탄 살인사건 (1988)
- 위기의 암호명 (1986)
- 탐정 스펜서 (1985)

### 텔레비전
- 시카고 메디컬 (1995-96)
- 뉴욕 특수수사대 (2001-06)
- 일라이 스톤 (2009)
- 홈랜드 (2011-12)
- 애로우: 어둠의 기사 (2012-19)
- NCIS (2013)
- 슈츠 (2014)
- 에이전트 X (2015, Agent X)
- 씰 팀 (2021)